# ヘキサメチルインダノピラン
ヘキサメチルインダノピラン（英語: Hexamethylindanopyran）は、合成ムスクの一つ。IUPAC名では4,6,6,7,8,8-ヘキサメチル-1,3,4,6,7,8-ヘキサヒドロシクロペンタ[g]イソクロメン、別名：HHCBと呼ばれる。一般的にはガラクソリド（IFFの商標名）の名称で知られる。

## 概要
1965年に初めて合成されたイソクロマン系合成ムスクの一つで、ムスク香を有するほぼ無色の粘性液体である。光や熱に対して高い安定性を有している。流通しているものは主成分と異性体の混合体で、扱いやすいよう安息香酸ベンジルやミリスチン酸イソプロピルで希釈したものが主に使用される。

## 用途
安定性の高さからクリーム、ローション、石鹸など幅広い用途の香料に用いられる。

## 安全性
日本の消防法では危険物第4類第3石油類に分類される。生態影響への懸念の可能性から、化審法の優先評価化学物質に指定されており、評価が進められている。また、2021年の化学物質排出把握管理促進法改正により、第一種指定化学物質の指定となったことから2023年4月以降はPRTR制度の対象となる。
急性毒性は経口で>3000mg/kg、経皮で>3250mg/kgであり、GHS分類では水生環境有害性が短期、長期共に区分1となる。